# Connie C. Lu
Connie Chih Lu ist eine taiwanesisch-amerikanische anorganische Chemikerin und Professorin an der Rheinischen Friedrich-Wilhelms-Universität Bonn. Zuvor war sie Professorin an der University of Minnesota, Twin Cities. Der Fokus ihrer wissenschaftlichen Arbeit liegt auf der Synthese neuartiger bimetallischer Komplexverbindungen und metallorganischer Gerüstverbindungen. Diese Moleküle und Materialien werden hinsichtlich der katalytischen Konversion kleiner Moleküle wie N2 and CO2 in hochwertigere Chemikalien wie Ammoniak und Methanol untersucht. Für ihre Arbeit erhielt Lu diverse Auszeichnungen, wie den National Science Foundation CAREER Award und den Sloan Research Fellowship 2013 sowie einen Early Career Award der Initiative der University of Minnesota für Erneuerbare Energien und Umwelt 2010.

## Frühes Leben und Ausbildung
Lu wuchs in Miami, Florida, als Tochter taiwanesischer Immigranten auf und studierte Chemie am Massachusetts Institute of Technology, wo sie 2000 ihren Bachelor erhielt. In diesem Zuge forschte sie unter Vernon Ingram an Peptiden, die die Neurotoxizität von Β-Amyloid verbessern.
Ihr weiteres Studium absolvierte sie am California Institute of Technology, wo sie sich unter Jonas C. Peters unter anderem mit neuartiger Koordinationschemie und der Reaktivität kleiner Moleküle beschäftigte. Thema ihrer Doktorarbeit war die Reaktivität zwitterionischer Palladium(II)-Komplexe mit CO, Ethen und Aminen sowie tetraedrische Mangankomplexe und die reduktive Spaltung von CO2 mit Eisen(I)-Komplexen. Durch diese Arbeit mit dem Titel The Chemistry of Tris(phosphino)borate Manganese and Iron Platforms erhielt sie 2006 ihren Ph.D.
Anschließend war Lu von 2006 bis 2009 Postdoc im Arbeitskreis von Karl Wieghardt am Max-Planck-Institut für Bioanorganische Chemie. Hier beschäftigte sie sich mit Übergangsmetallen der Periode 4 die durch nicht-unschuldige α-Iminopyridinliganden hergestellt werden. Lu stellte zudem die Synthese und Charakterisierung von Chrom-Iminylradikalkomplexen vor. Diese wurden ebenfalls durch die Verwendung des α-Iminopyridineligandensystem stabilisiert.

## Aktuelle Forschung

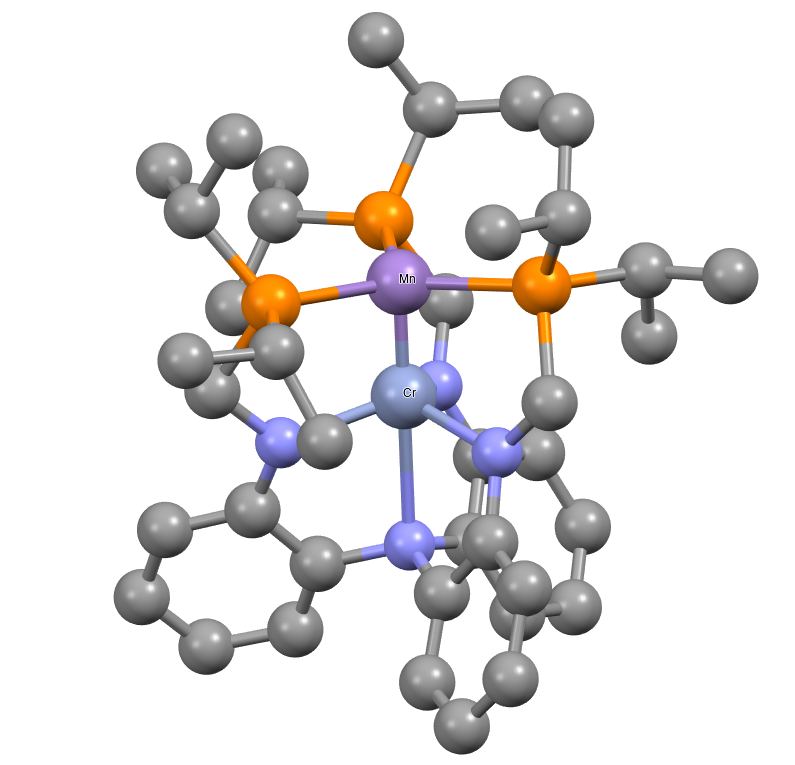
Eine heteronbimetallische Koordinationsverbindung die von der Gruppe von Lu synthetisiert wurde. Im Zentrum befindet sich eine Mn–Cr-Fünffachbindung. Der Metall–Metall-Abstand beträgt 1.8192(9) Å.

2009 begann Lu ihre unabhängige Forschung an der University of Minnesota als Assistant Professor am Institut für Chemie. 2015 wurde sie zum Associate Professor und 2020 zum Full Professor befördert. 2022 zog sie mit ihrem Arbeitskreis an die Universität Bonn.
Schwerpunkt ihrer Forschung ist die Synthese und Charakterisierung bimetallischer Komplexe, insbesondere solcher, die eine Metall-Metall-Bindung enthalten. Die Arbeitsgruppe entwickelte dazu mehrere trianionische, tripodale Liganden, die zwei Metallatome in geringem räumlichen Abstand erlauben und so zur genannten Bindung führen. Die Bindungsordnung kann dabei von unter eins bis fünf reichen. Letztere wurde 2013 in einem Mangan-Chrom-Komplex sowie 2015 zwischen zwei Chrom-Atomen vorgestellt.
Diese Koordinationsverbindungen sind auch in katalytischen Reaktionen mit kleinen Molekülen aktiv. Beispielhaft hierfür sind die Silylierung von Distickstoff durch einen Cobaltkomplex oder die Hydrierung von Alkenen durch Nickel–Triel-Komplexe.

## Auszeichnungen
Lu wurde 2018 and 2019 durch Chemical Society Reviews als Outstanding Reviewer ausgezeichnet, 2018 im Young Investigators Virtual Issue der Journal of the American Chemical Society vorgestellt und 2013 Kavli Frontiers of Science Fellow.

## Mitgliedschaften
Lu ist Mitglied der American Chemical Society und der Royal Chemical Society. Zudem hat sie von 2016 bis 2018 im redaktionellen Beirat von Inorganic Chemistry gearbeitet. Seit 2016 gehört sie ebenso dem redaktionellen Beirat der Chemical Society Reviews an.